# Apeldoorn

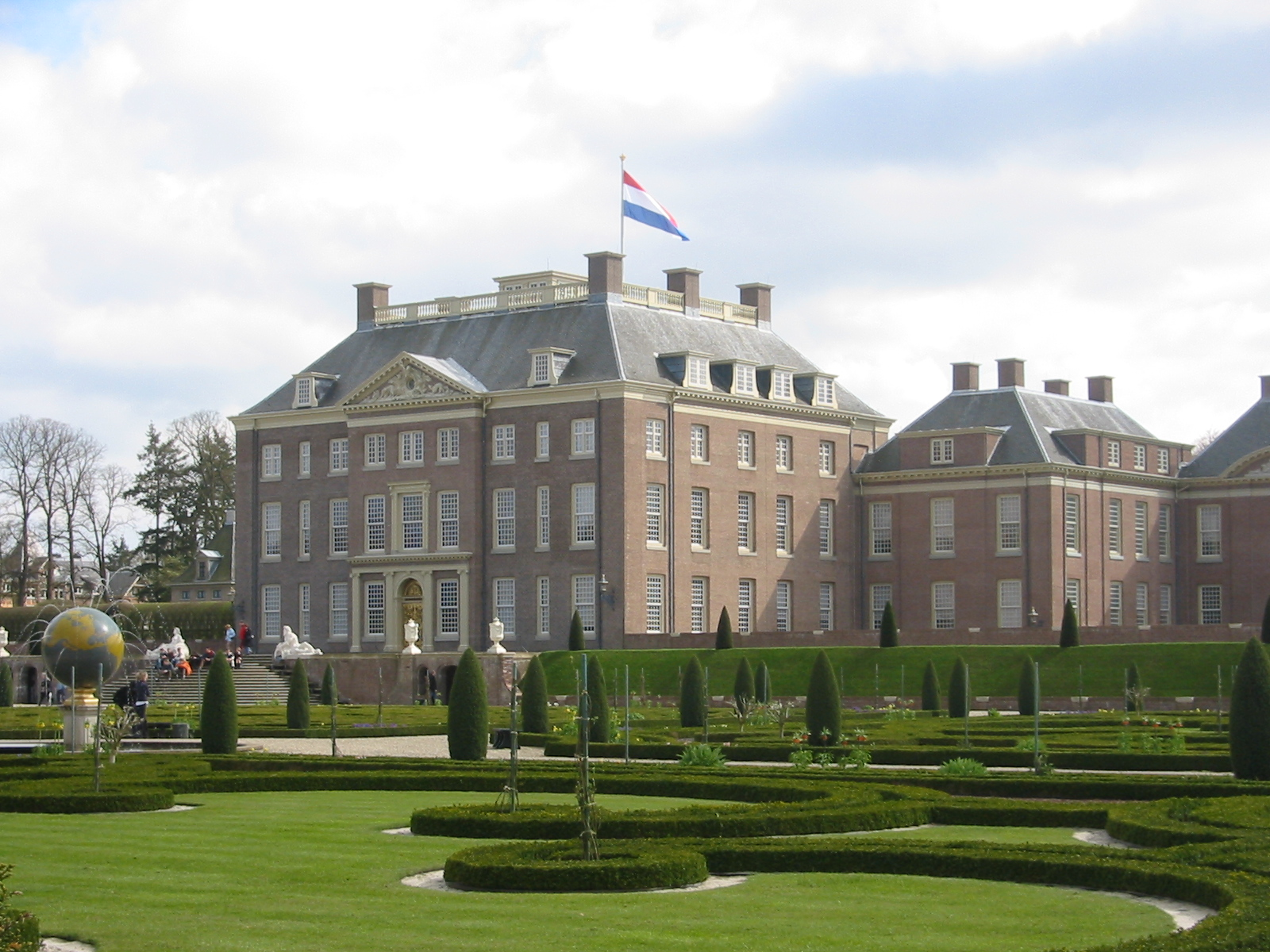
O palácio Het Loo

Apeldoorn é uma cidade da província de Guéldria, nos Países Baixos, e possuía 153 683 habitantes em 2006. Nela se situa a residência secundária da família real neerlandesa, o palácio Het Loo.

## História
A referência mais antiga conhecida a Apeldoorn, então chamada Appoldro, data do século VIII. A cidade desenvolveu-se no cruzamento da via que ligava Amersfoort e Deventer com a que unia Arnhem e Zwolle.
Perto da cidade, o estatúder Guilherme III da Inglaterra ergueu em 1685-1686, a partir de um antigo refúgio de caça dos duques da Guéldria, o palácio Het Loo ("Palácio do bosque"), que se converteria na residência campestre favorita da família real dos Países Baixos durante quase três séculos.
Apeldoorn foi, porém, uma cidade relativamente insignificante até aos grandes projetos de edificação do século XIX e aos posteriores à Segunda Guerra Mundial. Hoje é um importante centro comercial e alberga indústrias do papel e numerosos serviços e sedes de instituições e empresas, como a do Kadaster, o instituto do cadastro neerlandês.
Em abril de 2009 Apeldoorn foi notícia em todo o mundo, quando um homem lançou o seu automóvel contra a caravana real enquanto se celebrava o Dia da Rainha, causando a morte de oito pessoas no que se designou atentado à Família Real Neerlandesa em 2009).

## Monumentos e atrações turísticas
- Palácio Het Loo, construído em estilo barroco holandês por Jacob Roman e Johan van Swieten.
- Mariakerk (Igreja de Maria), templo católico e monumento nacional.
- Apenheul, parque zoológico de primatas.
- Parque de atrações Koningin Juliana Toren ("Torre da rainha Juliana"), situado perto de Apenheul.